# 泰根海姆
泰根海姆是德国巴伐利亚州的一个市镇。总面积11.43平方公里，总人口5025人，其中男性2429人，女性2596人（2011年12月31日），人口密度440人/平方公里。